# Hvide Karpater
De Hvide Karpater (tjekkisk: Bílé Karpaty, slovakisk: Biele Karpaty; tysk: Weiße Karpaten, ungarsk: Fehér-Kárpátok) er en bjergkæde på grænsen mellem Tjekkiet og Slovakiet, og en del af Vestkarpaterne.
De er en del af de slovakisk-moraviske karpater, der strækker sig fra Váh-floden og de Små Karpater i syd langs grænsen mellem Tjekkiet og Slovakiet til Morava- og Javorníky-området i nord.
Den gennemsnitlige højde er 473 moh. og de højeste toppe er:
- Veľká Javorina (tjekkisk: Velká Javořina), 970 m
- Chmeľová, 925 m
- Jelenec, 925 m
- Veľký Lopeník (tjekkisk: Velký Lopeník), 911 m
- Kobylinec, 911 m

Landskabet er beskyttet på begge sider af bjergene: Biele Karpaty Protected Landscape Area i Slovakiet, grundlagt i 1979, og Bílé Karpaty Protected Landscape Area i Tjekkiet, grundlagt i 1980, og har været et biosfærereservat under UNESCOs menneske- og biosfære-program siden 1996. Områderne rummer en bred vifte af fauna og flora. Nogle arter fundet der er endemiske, især nogle typer orkideer, som kun vokser på engene i De Hvide Karpater.
I dette område ligger Lednica Slot, måske det mest utilgængelige blandt slottene i Slovakiet. Det blev bygget i midten af det 13. århundrede. Østrigske kejserlige tropper ødelagde det i begyndelsen af det 18. århundrede. Kun resterne af mure findes stadig.